# Bulgaria ai XXI Giochi olimpici invernali
La Bulgaria ha partecipato ai XXI Giochi olimpici invernali di Vancouver, che si sono svolti dal 12 al 28 febbraio 2010, con una delegazione di 18 atleti.

## Biathlon
| Gara                 | Atleta                                                           | Penalità    | Tempo d'arrivo | Posizione |
| -------------------- | ---------------------------------------------------------------- | ----------- | -------------- | --------- |
| 10 km sprint         | Krasimir Anev                                                    | 0 (0+0)     | 26'09"1        | 25        |
| 10 km sprint         | Vladimir Iliev                                                   | 3 (1+2)     | 28'45"0        | 83        |
| 10 km sprint         | Miroslav Kenanov                                                 | 1 (1+0)     | 28'40"2        | 82        |
| 10 km sprint         | Mikhail Klechorov                                                | 0 (0+0)     | 27'23"1        | 59        |
| 12,5 km inseguimento | Krasimir Anev                                                    | 3 (2+0+0+1) | 37'24"2        | 45        |
| 12,5 km inseguimento | Mikhail Klechorov                                                | 0 (0+0+0+0) | 37'08"1        | 44        |
| 20 km individuale    | Krasimir Anev                                                    | 2 (0+2+0+0) | 52'09"2        | 25        |
| 20 km individuale    | Martin Bogdanov                                                  | 4 (1+2+0+1) | 58'29"6        | 84        |
| 20 km individuale    | Vladimir Iliev                                                   | 5 (2+1+1+1) | 57'37"8        | 79        |
| 20 km individuale    | Mikhail Klechorov                                                | 3 (1+1+1+0) | 54'54"6        | 63        |
| Staffetta 4x7,5 km   | Michail Kletcherov Vladimir Iliev Miroslav Kenanov Krasimir Anev | 0+3 0+6     | 1h 29'39"7     | 16        |

| Gara              | Atleta           | Penalità    | Tempo d'arrivo | Posizione |
| ----------------- | ---------------- | ----------- | -------------- | --------- |
| 7,5 km sprint     | Nina Klenovskaya | 3 (1+2)     | 22'32"4        | 62        |
| 15 km individuale | Nina Klenovskaya | 3 (0+1+1+1) | 45'49"8        | 48        |

## Sci alpino
| Gara           | Atleta           | 1° manche   | 2° manche  | Tempo totale | Posizione  |
| -------------- | ---------------- | ----------- | ---------- | ------------ | ---------- |
| Slalom         | Kilian Albrecht  | 50"08       | 52"28      | 1'42"36      | 20         |
| Slalom         | Stephen Georgiev | 50"86       | 53"06      | 1'43"92      | 25         |
| Gigante        | Kilian Albrecht  | non partito |            |              |            |
| Gigante        | Stephen Georgiev | 1'23"82     | 1'25"09    | 2'48"91      | 48         |
| Super-g        | Stephen Georgiev | 1'36"32     | 1'36"32    | 1'36"32      | 41         |
| Discesa        | Stephen Georgiev | non finito  | non finito | non finito   | non finito |
| Supercombinata | Stephen Georgiev | 2'02"77     | 54"6       | 2'57"41      | 34         |

| Gara    | Atleta        | 1° manche  | 2° manche  | Tempo totale | Posizione  |
| ------- | ------------- | ---------- | ---------- | ------------ | ---------- |
| Slalom  | Maria Kirkova | non finito |            |              |            |
| Gigante | Maria Kirkova | non finito |            |              |            |
| Super-g | Maria Kirkova | non finito | non finito | non finito   | non finito |
| Discesa | Maria Kirkova | 1'56"80    | 1'56"80    | 1'56"80      | 33         |

## Sci di fondo
| Gara                   | Atleta          | Tempo d'arrivo | Posizione  |
| ---------------------- | --------------- | -------------- | ---------- |
| 15 km a tecnica libera | Veselin Tsinzov | 36'11"7        | 50         |
| 30 km inseguimento     | Veselin Tsinzov | non finito     | non finito |

| Gara                   | Atleta            | Tempo d'arrivo | Posizione |
| ---------------------- | ----------------- | -------------- | --------- |
| 10 km a tecnica libera | Antonia Gregorova | 28'27"7        | 60        |
| 10 km a tecnica libera | Theodora Malcheva | 29'52"4        | 66        |
| 15 km inseguimento     | Antonia Gregorova | 49'31"5        | 62        |

## Short track
| Gara   | Atleta            | Batterie     | Batterie     | Quarti di finale | Quarti di finale | Semifinali | Semifinali | Finale   | Finale |
| Gara   | Atleta            | Tempo        | Pos.         | Tempo            | Pos.             | Tempo      | Pos.       | Tempo    | Pos.   |
| ------ | ----------------- | ------------ | ------------ | ---------------- | ---------------- | ---------- | ---------- | -------- | ------ |
| 500 m  | Marina Nikolova   | squalificata | squalificata |                  |                  |            |            |          |        |
| 500 m  | Evgenija Radanova | 45"125       | 1            | 44"047           | 3                |            |            |          |        |
| 1000 m | Evgenija Radanova |              |              | 2'23"698         | 3                | 2'24"376   | 2          | 2'19"411 | 7      |
| 1500 m | Marina Nikolova   |              |              | 2'28"732         | 3                | 2'25"604   | 7          |          |        |
| 1500 m | Evgenija Radanova | 1'32"829     | 4            |                  |                  |            |            |          |        |

| Gara   | Atleta      | Batterie | Batterie | Quarti di finale | Quarti di finale | Semifinali | Semifinali | Finale | Finale |
| Gara   | Atleta      | Tempo    | Pos.     | Tempo            | Pos.             | Tempo      | Pos.       |        |        |
| ------ | ----------- | -------- | -------- | ---------------- | ---------------- | ---------- | ---------- | ------ | ------ |
| 1000 m | Asen Pandov | 1'28"580 | 4        |                  |                  |            |            |        |        |

## Slittino
| Gara             | Atleta          | Manche 1 | Manche 2 | Manche 3 | Manche 4 | Totale   | Posizione |
| ---------------- | --------------- | -------- | -------- | -------- | -------- | -------- | --------- |
| Singolo maschile | Peter Iliev     | 50"348   | 50"701   | 50"921   | 50"428   | 3'22"398 | 35        |
| Singolo maschile | Ivan Papukchiev | 50"932   | 50"909   | 51"105   | 50"386   | 3'23"332 | 37        |

## Snowboard
| Gara                        | Atleta            | Qualificazioni | Qualificazioni | Ottavi | Quarti | Semifinale | Finale |
| --------------------------- | ----------------- | -------------- | -------------- | ------ | ------ | ---------- | ------ |
| Gigante parallelo maschile  | Ivan Ranchev      | 1'22"83        | 26             |        |        |            |        |
| Gigante parallelo femminile | Alexandra Zhekova | DNS            | -              |        |        |            |        |

| Gara                      | Atleta            | Qualificazioni | Qualificazioni | Ottavi | Quarti | Semifinali | Finale |
| ------------------------- | ----------------- | -------------- | -------------- | ------ | ------ | ---------- | ------ |
| Snowboard cross femminile | Alexandra Zhekova | -              | -              |        |        |            |        |